# Persona (psychologia)
Persona (gr. prosopon) jest to pojęcie wprowadzone przez Junga, które wskazuje na sposób adaptacji do modelu kulturowego. Oznacza maskę, jaką człowiek przybiera na użytek społeczny, kompromis pomiędzy jednostką a społeczeństwem.
Człowiek nakłada maskę, czyli przybiera taką postawę, jakiej się od niego oczekuje w relacjach społecznych, rolach społecznych lub zawodowych. Persona nie jest składnikiem autentycznej osobowości, lecz powierzchnią psychiki. Persona pośredniczy między ego a światem zewnętrznym.
Jeśli ego identyfikuje się z personą, to jednostka znacznie lepiej uświadamia sobie rolę, jaką odgrywa, niż swe autentyczne odczucia. Wyobcowuje się ona zatem od samej siebie, a jej osobowość staje się jednostajna, bezbarwna, dwuwymiarowa. Jednostka taka staje się jedynie imitacją człowieka, odzwierciedleniem społeczeństwa, a nie autonomiczną istotą ludzką.